# Ranunculus foliosus
Ranunculus foliosus är en ranunkelväxtart som beskrevs av T. Kirk. Ranunculus foliosus ingår i släktet ranunkler, och familjen ranunkelväxter. Inga underarter finns listade i Catalogue of Life.